# Edward Crook
Edward „Eddie” Crook, Jr. (ur. 19 kwietnia 1929 w Detroit, zm. 25 lipca 2005 w Montgomery w stanie Alabama) – amerykański bokser kategorii średniej, mistrz olimpijski z 1960.
Zdobył złoty medal w wadze średniej (do 75 kg) na letnich igrzyskach olimpijskich w 1960 w Rzymie. Po czterech wygranych walkach (trzech przed czasem) w finale zwyciężył stosunkiem głosów 3:2 Tadeusza Walaska. Wynik walki finałowej wzbudził wiele kontrowersji.
Nie przeszedł na zawodowstwo. W czasie igrzysk i później służył w armii Stanów Zjednoczonych. Uczestniczył w wojnie wietnamskiej w stopniu Sergeant Major. Został odznaczony Srebrną Gwiazdą, Brązową Gwiazdą i dwukrotnie Purpurowym Sercem.